# Гранели, Терентий
Терентий Самсонович Квирквелия (груз. ტერენტი სამსონის ძე კვირკველია, больше известный под своим литературным псевдонимом Терентий Гранели (груз. ტერენტი გრანელი); 1897, г. Цаленджиха, Кутаисская губерния — 1934, Тифлис) — грузинский поэт и эссеист, художник-график.

## Биография

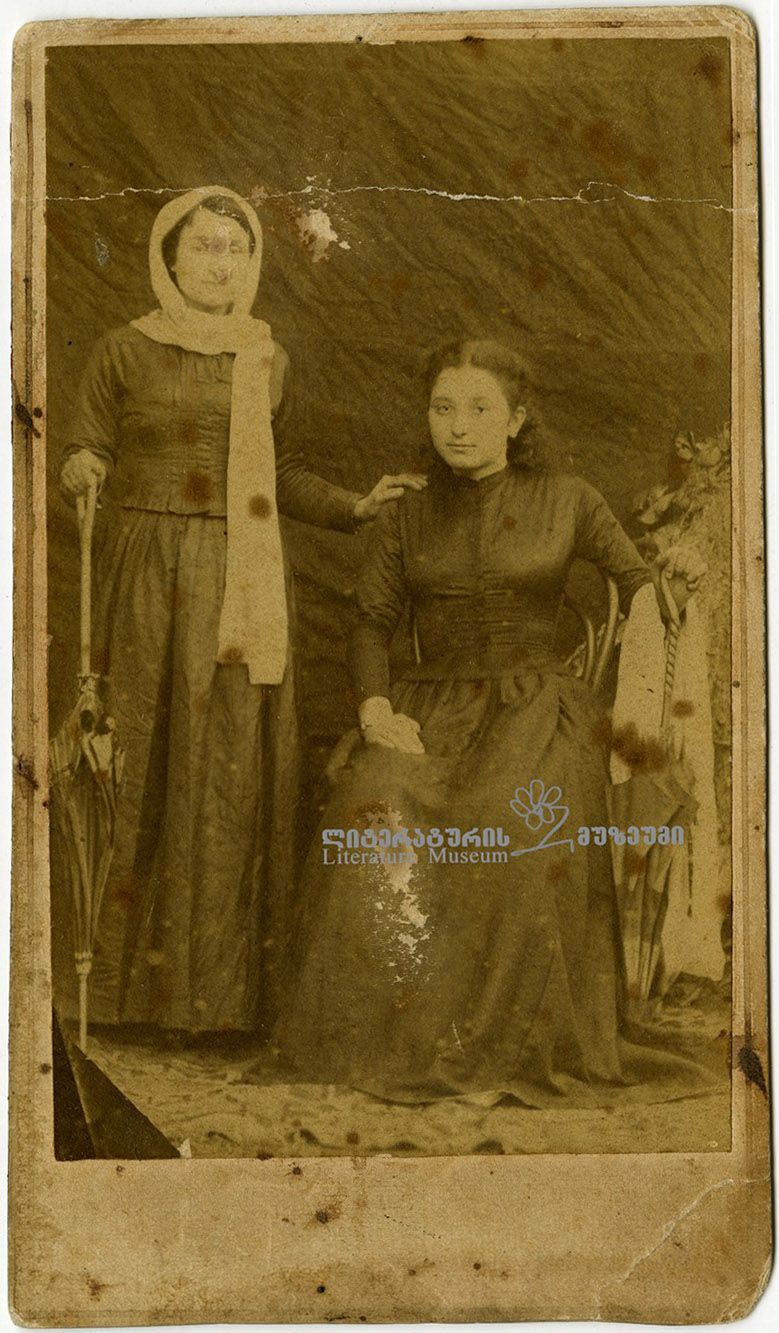
Ивлита Лукава (сидит), мать Терентия Гранели

Родился в 1897 (по другим сведениям — в 1898) году в бедной крестьянской семье Самсона Квирквелия. В возрасте семи лет он лишился матери Ивлиты, она скончалась во время родов, оставив двух дочерей и сына на попечении отца. Вскоре отец вторично женился, и мачеха, Дария Мебония, отнеслась к приёмным детям как к родным и особенно любила Терентия, запомнившего это родительское тепло на всю жизнь. В семье рано заметили одарённость мальчика и отдали его в начальную школу, а местный меценат и общественный деятель Яков Шанава привил мальчику любовь к чтению и разрешил пользоваться своей библиотекой, где юный Терентий познакомился с классикой мировой литературы.
Окончив начальную школу в Цаленджиха, Терентий в 1918 году переехал в Тбилиси и посещал там образовательные курсы Шалвы Нуцубидзе, закончив их в 1920 году. Работал на железной дороге сцепщиком, затем кондуктором, позже устроился курьером в газету «Сахалхо сакме» (Народное дело), увлёкся сочинением стихов.
В газете его талант в 1918 году заметил работавший там же Симон Каухчишвили и помог с первой публикацией стихов поэта. 
В 1919 году выбрал себе литературный псевдоним Гранели. Его сёстры считали, что псевдоним происходил от латинского слова granum (зерно), однако есть и версия, что псевдоним мог быть памятью о несчастной любви Терентия к итальянской певице по фамилии Гранелли, выступавшей в те годы в Тбилиси.
В 1919 году продолжают выходить его стихи в тбилисских журналах, а в 1920 и 1921 — издаются два сборника стихов, тепло встреченные читателями.

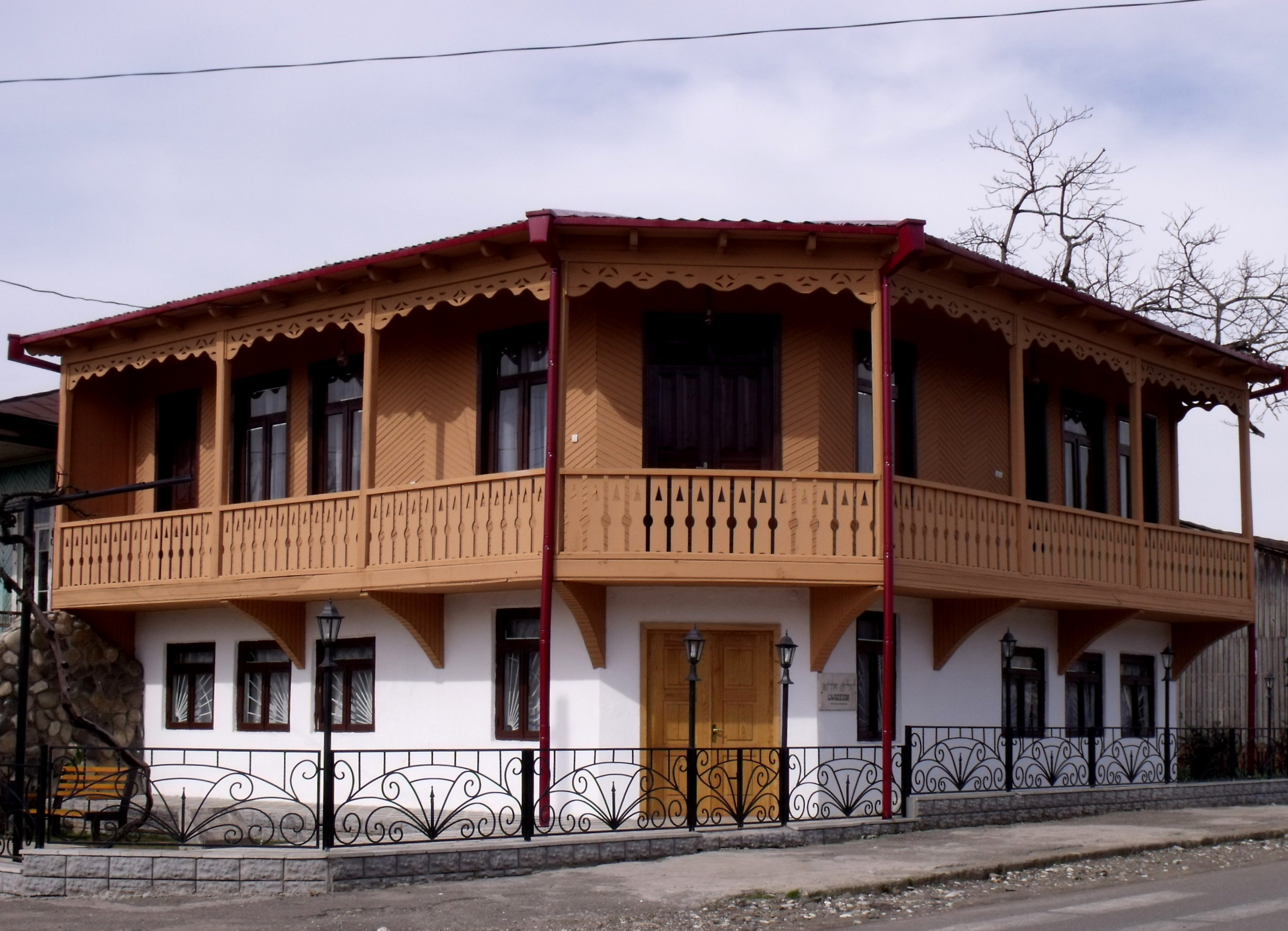
Дом-музей Гранели в Цаленджиха

Восторженно встретил революцию в России, увидев в ней возможность для возрождения грузинского самосознания и государственности, приветствовал создание Грузинской демократической республики. Последовавшее свержение демократического правительства Грузии в 1921 году и репрессии сделали его противником власти большевиков, что можно проследить по его социальной лирике тех лет. В 1924 году выходит сборник его стихов «Memento mori», ставший вершиной его творчества и заслуживший восторженные отзывы современников, в том числе Галактиона Табидзе и Василия Барнова.
С 1928 года постоянно боролся с депрессией, усугублявшейся неприятием его творчества в официальной советской литературе.
Умер в 1934 году в Тифлисе, в бедности, и был похоронен друзьями на кладбище Петра и Павла. Его сёстры Маша и Зозия поставили каменное надгробье на его могиле и много лет ухаживали за ней. В 1987 году прах поэта был перенесён в Пантеон деятелей культуры в Дидубе. Рукописные стихи Гранели хранились у его сестёр и впоследствии были переданы ими в литературный музей имени Леонидзе. Значительная часть наследия Терентия Гранели до сих пор не опубликована, в том числе его рисунки, хранящиеся в запасниках музеев.